# Mora (planta)
Mora és un gènere de grans arbres dins la subfamília Caesalpinioideae de la família Fabàcia, (o en algunes classificacions la famíliay Caesalpinaceae de l'ordre Fabals). N'hi ha de set a deu espècies, totes natives del bosc plujós de baixa altitud del nord d'Amèrica del Sud, sud d'Amèrica Central i el sud del Carib. Són arbres que fan de 40 m a 60 m d'alt (en el cas de M. excelsa). Les seves llavors són les més grosses de les dicotiledònies, i pesen fins 1000 grams. Les llavors de Mora spp. bullides són comestibles.Mora és un gènere de grans arbres dins la subfamília Caesalpinioideae de la família Fabàcia, (o en algunes classificacions la famíliay Caesalpinaceae de l'ordre Fabals). N'hi ha de set a deu espècies, totes natives del bosc plujós de baixa altitud del nord d'Amèrica del Sud, sud d'Amèrica Central i el sud del Carib. Són arbres que fan de 40 m a 60 m d'alt (en el cas de M. excelsa). Les seves llavors són les més grosses de les dicotiledònies, i pesen fins 1000 grams. Les llavors de Mora spp. bullides són comestibles.Mora és un gènere de grans arbres dins la subfamília Caesalpinioideae de la família Fabàcia, (o en algunes classificacions la famíliay Caesalpinaceae de l'ordre Fabals). N'hi ha de set a deu espècies, totes natives del bosc plujós de baixa altitud del nord d'Amèrica del Sud, sud d'Amèrica Central i el sud del Carib. Són arbres que fan de 40 m a 60 m d'alt (en el cas de M. excelsa). Les seves llavors són les més grosses de les dicotiledònies, i pesen fins 1000 grams. Les llavors de Mora spp. bullides són comestibles.Mora és un gènere de grans arbres dins la subfamília Caesalpinioideae de la família Fabàcia, (o en algunes classificacions la famíliay Caesalpinaceae de l'ordre Fabals). N'hi ha de set a deu espècies, totes natives del bosc plujós de baixa altitud del nord d'Amèrica del Sud, sud d'Amèrica Central i el sud del Carib. Són arbres que fan de 40 m a 60 m d'alt (en el cas de M. excelsa). Les seves llavors són les més grosses de les dicotiledònies, i pesen fins 1000 grams. Les llavors de Mora spp. bullides són comestibles.

## Taxonomia
- Mora abbottii: Carib
- Mora ekmanii: Carib
- Mora excelsa: Trinidad and Tobago, Guyana, Suriname, Veneçuela
- Mora gonggrijpii: Guyana, Suriname, Veneçuela
- Mora megistosperma: Costa Rica, Panamà, Colòmbia
- Mora oleifera: Panamà, Colòmbia
- Mora paraensis: Brasil

Mora excelsa i Mora gonggrijpii conegudes com a fusta nato es fan servir per al cos i el coll de les guitarres.

## R
1. 1 2  [enllaç sense format] http://www.inbio.ac.cr/bims/ubi/plantas/ubiespejo/ubiid2143&find.html Arxivat 2019-03-06 a Wayback Machine.
2. 1 2  Elbert L. Little and Robert G. Dixon, "Arboles Comunes de la Provincia de Esmerelda" (Rome: UNFAO, 1969)p. 222.
3. 1 2  Daniel H. Janzen, "Costa Rican Natural History" (Chicago: Univ. Chicago Press,1983) p. 281
4. 1 2  O.N. Allen and Ethel K. Allen, "The Leguminosae" (Madison: Univ. Wisconsin Press) pp. 445-446
5. 1 2  Ivan T. Sanderson and David Loth, "Ivan Sanderson's Book of Great Jungles" (Nova York: Simon and Schuster, 1965) p. 116.
6. 1 2  [enllaç sense format] http://www.inbio.ac.cr/bims/ubi/plantas/ubiespejo/ubiid2143&find.html Arxivat 2019-03-06 a Wayback Machine.
7. 1 2  Elbert L. Little and Robert G. Dixon, "Arboles Comunes de la Provincia de Esmerelda" (Rome: UNFAO, 1969)p. 222.
8. 1 2  Daniel H. Janzen, "Costa Rican Natural History" (Chicago: Univ. Chicago Press,1983) p. 281
9. 1 2  O.N. Allen and Ethel K. Allen, "The Leguminosae" (Madison: Univ. Wisconsin Press) pp. 445-446
10. 1 2  Ivan T. Sanderson and David Loth, "Ivan Sanderson's Book of Great Jungles" (Nova York: Simon and Schuster, 1965) p. 116.